# Órdenes, condecoraciones y medallas de Kazajistán
El sistema de órdenes, condecoraciones y medallas de la República de Kazajistán tiene su origen en la Ley de la República de Kazajistán N.º 2676 del 12 de diciembre de 1995 titulada «Sobre los premios estatales de la República de Kazajistán». Las condecoraciones se han modificado y ampliado con el tiempo. El sistema tiene ciertas similitudes con otros países que antes formaban parte de la desaparecida Unión Soviética. 

## Títulos honoríficos de la República de Kazajistán
| Insignia y pasador                         | Nombre (español/kazajo/Translit)                                              | Decreto o ley | Fecha de creación       | Descripción |
|                                            | Orden del Águila Dorada Алтын Қыран ордені Altyn Qyran                        | N.º 2676      | 12 de diciembre de 1995 | Por un excelente servicio a la República de Kazajistán.                                                        |
| "Hero of Labour of the Russian Federation" | Héroe de Kazajistán Халық қаһарманы Halyq qaharmany                           | N.º 2676      | 12 de diciembre de 1995 | Otorgado por servicio extraordinario o hazañas civiles o militares en nombre de la República de Kazajistán .   |
|                                            | Héroe del Trabajo de Kazajistán Қазақстанның Еңбек Ері Qazaqstannyń Eńbek Eri |               | 8 de diciembre de 2008  | Otorgado por logros sobresalientes en el desarrollo económico, social y humano de la República de Kazajistán . |

## Órdenes de la República de Kazajistán
| Insignia y pasador | Nombre (español/kazajo/Translit) | Decreto o ley | Fecha de creación  | Descripción |
|                    | Orden de Otan «Отан» ордені Otan |               | 1993               | Otorgada por logros destacados en actividades públicas y sociales; en el desarrollo de la economía, la esfera social, la ciencia y la cultura; en el estado, la aplicación de la ley y el servicio militar, el desarrollo de la democracia y el progreso social . |
|                    | Orden del Primer Presidente de la República de Kazajistán y Líder de la Nación Nursultán Nazarbáyev «Қазақстан Республикасының Тұңғыш Президенті Нұрсұлтан Назарбаев» ордені Qazaqstan Respýblıkasynyń Tuńǵysh |               | 1 de enero de 2001 | Otorgada por méritos especiales en la actividad estatal y pública que promuevan la prosperidad y la gloria de la República de Kazajistán. Por un especial servicio a la República de Kazajistán, los jefes de Estado y líderes de gobiernos extranjeros pueden recibir la insignia. |
|                    | Orden del Leopardo 1.er grado «Барыс» орден I дәрежелі Barys ordeni | No. - No.     | 1999               | Otorgada por méritos especiales en el fortalecimiento de la identidad nacional y la soberanía de la República de Kazajistán; en la preservación de la paz, la consolidación de la sociedad y unidad nacional del país; en la actividad estatal, industrial, científica, social y cultural y pública; o fortalecimiento de la cooperación entre naciones, el acercamiento y enriquecimiento mutuo de las culturas nacionales y relaciones amistosas entre los estados.                                                          |
|                    | Orden del Leopardo 2.do grado «Барыс» орден II дәрежелі Barys ordeni | No. - No.     | 1999               | Otorgada por méritos especiales en el fortalecimiento de la identidad nacional y la soberanía de la República de Kazajistán; en la preservación de la paz, la consolidación de la sociedad y unidad nacional del país; en la actividad estatal, industrial, científica, social y cultural y pública; o fortalecimiento de la cooperación entre naciones, el acercamiento y enriquecimiento mutuo de las culturas nacionales y relaciones amistosas entre los estados.                                                          |
|                    | Orden del Leopardo 3.er grado «Барыс» орден III дәрежелі Barys ordeni | No. - No.     | 1999               | Otorgada por méritos especiales en el fortalecimiento de la identidad nacional y la soberanía de la República de Kazajistán; en la preservación de la paz, la consolidación de la sociedad y unidad nacional del país; en la actividad estatal, industrial, científica, social y cultural y pública; o fortalecimiento de la cooperación entre naciones, el acercamiento y enriquecimiento mutuo de las culturas nacionales y relaciones amistosas entre los estados.                                                          |
|                    | Orden de la Gloria 1.er grado «Даңқ» орден I дәрежелі Dańq ordenі |               | 1996               | Otorgada a oficiales militares de alto rango de las Fuerzas Armadas, otras tropas y formaciones militares, así como al personal administrativo de la fiscalía, la seguridad nacional y asuntos internos de la República de Kazajistán por logros en el liderazgo y mando y control, alta preparación para el combate de las tropas y velar por la defensa del país; o por la excelente organización del servicio militar, externo e interno, garantizando la seguridad nacional, el cumplimiento de la ley y el orden público. |
|                    | Orden de la Gloria 2.do grado «Даңқ» орден II дәрежелі Dank ordenі |               | 1996               | Otorgada a oficiales militares de alto rango de las Fuerzas Armadas, otras tropas y formaciones militares, así como al personal administrativo de la fiscalía, la seguridad nacional y asuntos internos de la República de Kazajistán por logros en el liderazgo y mando y control, alta preparación para el combate de las tropas y velar por la defensa del país; o por la excelente organización del servicio militar, externo e interno, garantizando la seguridad nacional, el cumplimiento de la ley y el orden público. |
|                    | Orden del Valor 1.er grado I дәрежелі «Айбын» орден Aibyn ordenі |               | 1995               | Otorgada a oficiales de grado de compañía y de campo por el éxito logrado en el entrenamiento de combate, el mantenimiento de una alta preparación de las fuerzas para el combate militar y el aprendizaje de nuevas técnicas militares, proporcionando legitimidad y protección de la paz pública; o por valentía y dedicación durante el servicio militar y también por hazañas, realizadas en la protección de los intereses del Estado.                                                                                    |
|                    | Orden del Valor 2.do grado II дәрежелі «Айбын» ордені Aıbyn ordenі |               | 1995               | Otorgada a oficiales de grado de compañía y de campo por el éxito logrado en el entrenamiento de combate, el mantenimiento de una alta preparación de las fuerzas para el combate militar y el aprendizaje de nuevas técnicas militares, proporcionando legitimidad y protección de la paz pública; o por valentía y dedicación durante el servicio militar y también por hazañas, realizadas en la protección de los intereses del Estado.                                                                                    |
|                    | Orden del Valor 3.er grado III дәрежелі «Айбын» ордені Aıbyn ordenі |               | 1995               | Otorgada a oficiales de grado de compañía y de campo por el éxito logrado en el entrenamiento de combate, el mantenimiento de una alta preparación de las fuerzas para el combate militar y el aprendizaje de nuevas técnicas militares, proporcionando legitimidad y protección de la paz pública; o por valentía y dedicación durante el servicio militar y también por hazañas, realizadas en la protección de los intereses del Estado.                                                                                    |
|                    | Orden de la Nobleza Парасат ордені Parasat ordeni |               | 1993               | Otorgada al mérito en los campos de la ciencia, la cultura, la literatura y el arte, así como a estadistas y figuras públicas, defensores de los derechos humanos y otros que hayan contribuido al potencial espiritual o intelectual de Kazajistán. |
|                    | Orden de la Amistad, 1.er grado I дәрежелі Достық ордені Dostyq ordeni |               | 1995               | Otorgada por la promoción del consenso internacional y civil en la sociedad y la promoción de la paz, la amistad y la cooperación entre los pueblos. |
|                    | Orden de la Amistad, 2.do grado II дәрежелі Достық ордені Dostyq ordeni |               | 1995               | Otorgada por la promoción del consenso internacional y civil en la sociedad y la promoción de la paz, la amistad y la cooperación entre los pueblos. |
|                    | Orden de Honor Құрмет ордені Qurmet ordeni |               | 1993               | Otorgada por mérito en los campos de la economía, la ciencia, la cultura, los problemas sociales y la educación. |

## Medallas de la República de Kazajistán
| Insignia y pasador | Nombre (español/kazajo/Translit)                                                        | Decreto o ley | Fecha de creación       | Descripción |
|                    | Medalla de Astaná Астана медалі Astana medali                                           | N.º 3963      | 2 de junio de 1998      | Otorgada a ciudadanos de la República de Kazajistán y extranjeros que hayan realizado una contribución significativa al desarrollo socioeconómico de Kazajistán, en la disposición y construcción de Astaná, la capital de la República de Kazajistán. |
|                    | Medalla al Valor Militar Жауынгерлік epлiгi үшін медалі Jaýyngerlik erligi úshin medali | N.º 2676      | 12 de diciembre de 1995 | Otorgada al personal militar de las fuerzas armadas, así como a otras tropas de formaciones militares de la República de Kazaistán, empleados de la Fiscalía, Seguridad Nacional, el Ministerio del Interior y el sistema penal del Ministerio de Justicia. Se otorga por realizar iniciativas hábiles y acciones audaces en combate, contribuyendo al cumplimiento exitoso de las misiones de combate de las unidades militares, así como en la lucha contra el crimen; por su valentía en la defensa de la frontera estatal; o por servicios durante el servicio militar. |
|                    | Medalla al Valor Ерлігі үшін медалі                                                     | N.º 2676      | 12 de diciembre de 1995 | Otorgada por el coraje y la abnegación mostrados en situaciones extremas, relacionadas con salvar vidas humanas; o en la lucha contra el crimen. |
|                    | Medalla por la Distinción Laboral Ерен еңбегі үшін медалі Eren eńbegi úshin medali      | N.º 2676      | 12 de diciembre de 1995 | Otorgada por logros laborales en la economía, la esfera social, la ciencia, la cultura y el servicio público. |
|                    | Medalla a la Caridad Шапағат медалі Shapaǵat medali                                     | N.º 2676      | 12 de diciembre de 1995 | Otorgada por grandes obras de caridad y misericordia. |
|                    | Medalla de gratitud popular Халық алғысы медалі Halyk alǵysy medalі                     |               | 8 de junio de 2020      | Otorgada a los ciudadanos de la República de Kazajistán, que trabajan fructíferamente en los campos de la educación, la salud, la protección social y que se han distinguido especialmente en la lucha contra la pandemia COVID-19. |

## Medallas conmemorativas de la República de Kazajistán
| Insignia y pasador | Nombre (español/kazajo/translit) | Decreto o ley | Fecha de creación        | Descripción |
|                    | Medalla conmemorativa del 10.º Aniversario de la Independencia de la República de Kazajistán Қазақстан Республикасының тәуелсіздігіне 10 жыл                               |               | 27 de agosto de 2001     | Otorgada por realizar una contribución significativa a la formación de la condición de Estado, la soberanía y el fortalecimiento del desarrollo socioeconómico de la República de Kazajistán. |
|                    | Medalla Conmemorativa del 10.º Aniversario de las Fuerzas Armadas de la República de Kazajistán Қазақстан Республикасының Қарулы Күштеріне 10 жыл                          |               | 7 de mayo de 2002        | Otorgada por haber realizado un servicio ejemplar en el desempeño de su deber personal en el servicio militar en las formaciones militares de la República de Kazajistán, así como a quienes hayan contribuido significativamente al desarrollo de las Fuerzas Armadas de la República de Kazajistán.    |
|                    | Medalla Conmemorativa del Centenario del Ferrocarril de Kazajistán Казакстан темір жолына 100 жыл                                                                          |               | 30 de abril de 2004      | Otorgada por haber contribuido significativamente a la formación y desarrollo del transporte ferroviario en el país. |
|                    | Medalla Conmemorativa del 50.º Aniversario de la Victoria en la Gran Guerra Patria de 1941-1945 Юбилейная медаль «50 лет Победы в Великой Отечественной войне 1941–1945 гг |               | 7 de julio de 1993       | Otorgada por participar en la Segunda Guerra Mundial. |
|                    | Medalla Conmemorativa del 10.º Aniversario de la Constitución de la República de Kazajistán Қазақстан Конституциясына 10 жыл                                               |               | 20 de abril de 2005      | Otorgada por haber realizado una contribución significativa al desarrollo y creación de las bases constitucionales de la República de Kazajistán. |
|                    | Medalla conmemorativa del 10.º Aniversario del Parlamento de la República de Kazajistán Қазақстан Республикасының Парламентіне 10 жыл                                      |               | 7 de noviembre de 2005   | Otorgada por haber realizado una contribución significativa al desarrollo y la creación del sistema parlamentario de la República de Kazajistán. |
|                    | Medalla Conmemorativa del 60.º Aniversario de la Victoria en la Gran Guerra Patria de 1941-1945 1941-1945 жж. Ұлы Отан соғысындағы Жеңіске 60 жыл                          |               | 14 de septiembre de 2004 | Otorgada por participar en la Segunda Guerra Mundial. |
|                    | Medalla Conmemorativa del 50.º Aniversario de suelo virgen Тыңға 50 жыл |               | 16 de enero de 2004      | Otorgada por haber hecho una contribución significativa al desarrollo de las tierras vírgenes sin cultivar y el desarrollo agrícola del país. |
|                    | Medalla del 10.º Aniversario de Astaná Астанаға 10 жыл медалі |               | 6 de mayo de 2008        | Otorgada por haber contribuido de forma significativa a la creación y desarrollo de la República de Kazajistán y su capital; a los veteranos de la Segunda Guerra Mundial y a los jefes de Estado que han aceptado la invitación para visitar Astaná durante las celebraciones de su décimo aniversario. |
|                    | Medalla Conmemorativa del 65.º Aniversario de la Victoria en la Gran Guerra Patria de 1941-1945 1941-1945 жж. Ұлы Отан соғысындағы Жеңіске 65 жыл                          |               | 19 de marzo de 2010      | Otorgada por participar en ls Segunda Guerra Mundial. |
|                    | Medalla Conmemorativa del 20.º Aniversario de la Independencia de la República de Kazajistán Қазақстан Республикасының тәуелсіздігіне 20 жыл                               |               | 17 de mayo de 2011       | Otorgada por realizar una contribución significativa a la formación de la condición de Estado, la soberanía y el fortalecimiento del desarrollo socioeconómico de la República de Kazajistán. |
|                    | Medalla Conmemorativa del 20.º Aniversario de las Fuerzas Armadas de la República de Kazajistán Қазақстан Республикасының Қарулы Күштеріне 20 жыл                          |               | 10 de octubre de 2011    | Otorgada por haber realizado un servicio ejemplar en el desempeño del deber personal en el servicio militar en las formaciones militares de la República de Kazajistán, así como a quienes hayan contribuido significativamente al desarrollo de las Fuerzas Armadas de la República de Kazajistán.      |
|                    | Medalla Conmemorativa del 20.º Aniversario del Tenge Теңгеге 20 жыл |               | 2 de septiembre de 2013  | Otorgada por haber realizado una contribución significativa a la introducción y al buen funcionamiento de la moneda nacional de la República de Kazajistán: el tenge. |